# Shannon Rowbury
Shannon Nicole Rowbury, ameriška atletinja, * 19. september 1984, San Francisco, ZDA.
Nastopila je na olimpijskih igrah v letih 2008, 2012 in 2016, dosegla je četrto, šesto in sedmo mesto v teku na 1500 m. Na svetovnih prvenstvih je v isti disciplini osvojila bronasto medaljo leta 2009, na svetovnih dvoranskih prvenstvih pa bronasto medaljo v teku na 3000 m leta 2016.